# 裴丽生
裴丽生（1906年10月31日—2000年3月18日），山西垣曲人，中华人民共和国政治人物，曾任山西省省长及中国科学院副院长。

## 生平

### 战争时期
裴丽生是山西垣曲县谭家乡峪子村人。早年考入太原进山中学，1929年考入清华大学经济系。1932年12月，参加北平社会科学家联盟。1933年4月，加入中国共产党。从清华大学毕业后，供职于北平和平门里的中华中学当公民课教员。1934年1月，经张友渔介绍，裴丽生到北平《世界日报》任国际版编辑，后因主张抗日，被辞退。
1935年5月，他从北平到达运城。在韩玉琦、王祯二人主办的暑期训练班当历史、地理教员；随后任菁华中学的语文教员。1936年，在太原成成中学担任历史教师，并跟随薄一波，担任山西牺牲救国同盟会总会委员、宣传部副部长、部长，并主办《牺盟救国周刊》。因劳累过度身患肺病，1937年9月，到临汾职业学校疗养。同年11月，他被派往牺盟洪赵中心区工作，开辟抗日根据地。他任中心区党组宣传部长，后担任六专署河东办事处主任，负责临汾黄河以东地区党政工作。
晋西事变后，国共在山西的关系恶化，他在白晋路以西成立“路西办事处”，并任办事处主任。1940年11月，日军向解放区实行蚕食，他领导群众进行了反扫荡、反蚕食、反维持的斗争，组织群众生产自救，期间成立太岳中学，裴丽生亲任首任校长。1941年，第三专署从太行移到太岳，取代了路西办事处，薄一波任专员，裴丽生任副专员。9个月后，三专署改为太岳行署，牛佩琮为主任，裴丽生为副主任。1941年5月，日军发动了中条山战役，驻守在中条山地区的国军部队退守黄河以南，共军势力则扩充太岳根据地。1941年7月，晋冀鲁豫边区成立，包括太行、太岳、冀南、冀鲁豫四个地区，裴丽生任太岳行署副主任。
1947年，在运城战役中，裴丽生作为太岳行署副主任亲赴前线指导工作。1948年，临汾战役中，他任临汾前线后勤司令员。1948年5月，被任命为太行行署主任，但尚未赴任，即被徐向前调往晋中前线，任晋中战役后勤司令员。此后又参加了太原战役，任联勤司令员。

### 主政山西
1949年3月，太原战役尚未结束，华北人民政府将晋中行署与太原市合并，成立太原市人民政府，裴丽生任市长。太原战役结束后，他入城后迅速组建生产自救委员会，并任主任，开始恢复战后的粮食供给、失业和生活救济。他还兼任山西公学第一任校长。同时他还是中共太原市委常委、太原市军事管制委员会委员。
1949年8月，中共山西省委、山西省人民政府成立。裴丽生被任命为山西省人民政府副主席兼省委常委。1950年3月，担任山西省人民政府第一副主席。同年9月，省委书记兼省人民政府主席程子华奉调入京，裴丽生担任山西省委书记兼省人民政府主席。1952年4月，当选为山西省政治协商会议主席，兼省财政经济委员会主任。1953年3月起，任华北行政委员会委员。1955年2月，山西省第一届人民代表大会第二次会议上，裴丽生再任山西省人民政府主席。

### 中国科学院时期
1956年当时中共中央号召“向现代科学进军”，提出制订《1956年至1967年科学技术发展远景规划纲要》的任务，并抽调张劲夫和裴丽生调入中科院。同年4月，他辞去山西省省长职务，奉调到中国科学院工作，任党组副书记、秘书长，负责生物学和地学等方面的工作。在他的努力下，中科院成立海洋研究所、冰川积雪冻土研究所、地质古生物所等。
1960年，苏联单方面废除中苏两国政府经济技术合作协议，撤走在华专家，使中国科研处于困境。中国科学院决定集中力量加强国防尖端科学研究工作，并决定由裴丽生分工负责，同年他升任副院长。1961年，时任副总理的聂荣臻元帅提出，联合五院、二机部、中国科学院力量，共同完成两弹（原子弹、氢弹）研制任务。同年7月，国防科委成立了由刘杰、钱三强、张劲夫、裴丽生、刘西尧组成的二机部和中国科学院协作小组，以及由王铮、钱学森、张劲夫、裴丽生、刘西尧组成的五院和中国科学院协作小组。1963年，中国科学院成立由竺可桢、裴丽生、钱学森、赵九章领导的星际航行委员会。在这些科学家的共同努力下，中国的原子弹、氢弹和人造卫星项目能够得以顺利完成。
然而文化大革命时期，裴丽生等人还是受到批斗。1969年10月，他被关押到湖北潜江五七干校劳动。1972年，因病情加重，家属上书郭沫若院长请求照顾。郭老呈报周总理，得到批准，裴丽生等一批科学院领导方才回到北京。1977年11月，他被任命为中国科协副主席；以后又被任命为国家科委党组成员、中国科协党组书记、国家科委纪律检查委员会书记。1980年3月15日，中国科学技术协会第二次全国代表大会在北京召开，会议选出第二届全国委员会，其被选为副主席。1983年退休。1986年6月，中国科学技术协会第三次全国代表大会在北京召开，选举产生第三届全国委员会。6月28日，第三届全国委员会第一次会议召开，推举其为荣誉委员。2000年3月18日，在北京去世，享年94岁。

## 纪念
紫金山天文台于1982年2月16日发现的小行星5273以其名命名。